# 达尼埃尔·奥纳·翁多
达尼埃尔·奥纳·翁多（法語：Daniel Ona Ondo；1945年7月10日—），加蓬政治家，2014年1月起被任命为加蓬总理。此前曾担任教育部长和加蓬议会第一副议长，他是加蓬民主党（Parti démocratique gabonais，简称：PDG)）成员。